# マイ・ブックショップ
『マイ・ブックショップ』（原題：The Bookshop）は、2017年制作のスペイン、ドイツ、イギリス映画。ペネロピ・フィッツジェラルドの小説『The Bookshop』の映画化。監督は『死ぬまでにしたい10のこと』『しあわせへのまわり道』のイザベル・コイシェ。第32回ゴヤ賞3部門受賞（作品賞、監督賞、脚色賞）。
ロケは、北アイルランドの町ポータフェリーにて行われ、書店内のセットはバルセロナで作られた。

## あらすじ
1959年、イギリスのある海岸沿いの小さな町に1軒の書店が開店した。開いたのは戦争で夫を亡くした女性フローレンスで、彼女は書店が1軒もないこの町に夫との夢だった書店を開業したのだ。しかし、その町は保守的で、女性の開業に対する地元住民たちの反応は冷淡だった。
ある日、フローレンスは40年以上も自宅に引きこもり、ただ本を読むだけの毎日を過ごす老紳士エドマンドと出会う。フローレンスは読書の情熱を共有するエドマンドとたちまち意気投合、彼の支持を受けて書店の経営を軌道に乗せようとする。だが、彼女をよく思わない地元の有力者夫人ガマートが彼女の書店をつぶそうと画策する。

## キャスト
- フローレンス・グリーン：エミリー・モーティマー
- バイオレット・ガマート：パトリシア・クラークソン
- エドマンド・ブランディッシュ：ビル・ナイ
- ミスター・ケーブル（弁護士）：ハンター・トレメイン
- ミロ・ノース（BBC職員）：ジェームズ・ランス
- ジェシー・ウォルフォード：フランシス・バーバー
- ガマート将軍：レッグ・ウィルソン
- クリスティーン：オナー・ニーフシー
- ナレーター：ジュリー・クリスティ

## 評価
母が開いた実家の書店をよく手伝っていたという作家の林真理子は、「本当にいい映画。本への愛おしさがこんなに込められた映画はない」と激賞し、「劇中の『人は物語の世界に住むことができる』というセリフは素晴らしい名言」と評している。